# Frenchella iridescens
Frenchella iridescens är en skalbaggsart som beskrevs av Blanchard 1850. Frenchella iridescens ingår i släktet Frenchella och familjen Melolonthidae. Inga underarter finns listade i Catalogue of Life.